# Asplenium acutiserratum
Asplenium acutiserratum là một loài thực vật có mạch trong họ Aspleniaceae. Loài này được (Hieron.) Mickel miêu tả khoa học đầu tiên năm 1984.